# Vallée de l'Erve en aval de Saint-Pierre-sur-Erve
Vallée de l'Erve en aval de Saint-Pierre-sur-Erve este o arie protejată (sit de importanță comunitară — SCI) din Franța întinsă pe o suprafață de 342 ha, integral pe uscat.

## Localizare
Centrul sitului Vallée de l'Erve en aval de Saint-Pierre-sur-Erve este situat la coordonatele 47°58′43″N 0°24′44″W / 47.97861°N 0.41222°V.

## Înființare
Situl Vallée de l'Erve en aval de Saint-Pierre-sur-Erve a fost declarat arie specială de conservare în baza directivei 92/43 din 1992 referitoare la conservarea habitatelor naturale și a faunei și florei sălbatice pentru a proteja 11 specii de animale.

## Biodiversitate
Situată în ecoregiunea atlantică, aria protejată conține 6 habitate naturale: Formațiuni de Juniperus communis pe lande sau pajiști calcaroase, Pajiști carstice calcaroase sau bazofile, de Alysso-Sedion albi, Peșteri inaccesibile publicului, Pajiști uscate seminaturale și facies de acoperire cu tufișuri pe substraturi calcaroase (Festuco-Brometalia) (* situri importante pentru orhidee), Pante stâncoase calcaroase cu vegetație casmofită, Formațiuni stabile xerotermofile de Buxus sempervirens pe pante stâncoase (Berberidion p.p.).
La baza desemnării sitului se află mai multe specii protejate:
- mamifere (6): liliac cârn (Barbastella barbastellus), liliac cu urechi mari (Myotis bechsteinii), liliac cărămiziu (Myotis emarginatus), liliac comun (Myotis myotis), liliacul mare cu potcoavă (Rhinolophus ferrumequinum), liliacul mic cu potcoavă (Rhinolophus hipposideros)
- nevertebrate (3): Coenagrion mercuriale, Euplagia quadripunctaria, Limoniscus violaceus
- pești (2): zglăvoacă (Cottus gobio), Cottus perifretum

Pe lângă speciile protejate, pe teritoriul sitului au mai fost identificate 3 specii de plante, 1 specie de păsări, 5 specii de mamifere, 1 specie de nevertebrate, 4 specii de reptile.